# Мані (Житомирський район)
Мані́ — село в Україні, у Житомирському районі Житомирської області. Входить до складу Романівської селищної громади. Населення становить 85 осіб.

## Історія
У 1906 році село Романівської волості Новоград-Волинського повіту Волинської губернії. Відстань від повітового міста 72 версти, від волості 12. Дворів 56, мешканців 456.

## Відомі особистості
В поселенні народився:
- Бистрицька Валентина Йосипівна (1938—2008) — український лікар-пульмонолог.